# بيتر جيمسون
بيتر جيمسون (بالإنجليزية: Pete Jameson) هو لاعب كرة قدم بريطاني في مركز حراسة المرمى، ولد في 21 أبريل 1993. لعب مع نادي دارلنجتون ونادي هاروجيت تاون ونادي يورك سيتي.

## وصلات خارجية
- بيتر جيمسون على موقع قاعدة بيانات كرة القدم.إي يو (الإنجليزية)
- بيتر جيمسون على موقع Soccerbase.com (لاعب) (الإنجليزية)
- بيتر جيمسون على موقع Soccerway.com (الإنجليزية)